# Проценківська сільська рада
Проценківська сільська рада — колишній орган місцевого самоврядування у Зінківському районі Полтавської області з центром у селі Проценки.

## Населені пункти
Сільраді були підпорядковані населені пункти:
- c. Проценки
- с. Довжик
- с. Дуб'яги
- с. Стара Михайлівка
- с. Ступки